# Велике Маклашкіно
Велике Макла́шкіно (рос. Большое Маклашкино, чув. Маклашки) — присілок у складі Маріїнсько-Посадського району Чувашії, Росія. Входить до складу Сутчевського сільського поселення.
Населення — 175 осіб (2010; 172 у 2002).
Національний склад:
- чуваші — 94 %